# John Lingard

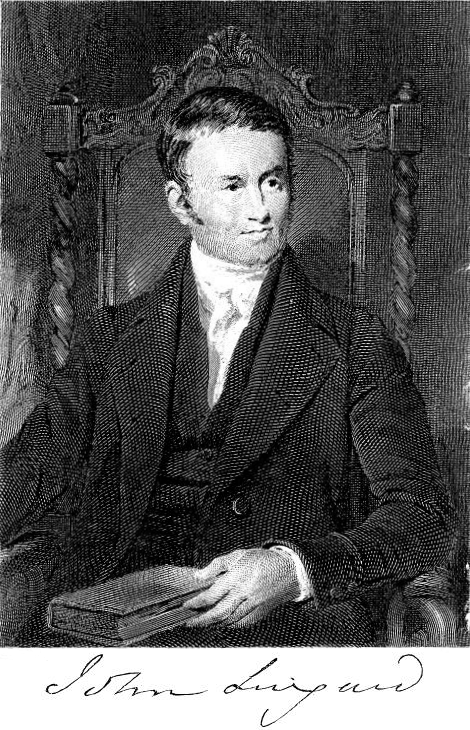

John Lingard, född den 5 februari 1771 i Winchester, död den 17 juli 1851 i Hornby, var en engelsk historieskrivare.
Lingard studerade 1782–1793 vid engelska katolska kollegiet i Douai, prästvigdes 1795 och var 1794–1811 lärare vid ett romersk-katolskt seminarium nära Durham. Från 1811 till sin död var Lingard präst vid romersk-katolska kyrkan i det ensliga Hornby och ägnade sig där mest åt studier och historiskt författarskap. 
Lingards främsta arbete är A History of England from the First Invasion by the Romans (8 band, 1819–1830; 6:e upplagan i 10 band med biografi över Lingard av Mark Aloysius Tierney, 1854–1855). Detta verk, som går till 1688 års statsvälvning, utmärks av grundlig källforskning och klar, enkel framställning samt har ännu sitt värde som uttryck för en upplyst och strängt ortodox romersk katoliks uppfattning av Englands historia, särskilt under reformationstiden. 
Lingard belönades för detta av påven Pius VII med doktorsvärdighet i teologi, kanonisk och civil rätt (1821). I kyrkopolitiska frågor rörande England rådfrågades han ofta av romersk-katolska prelater. Bland Lingards övriga arbeten märks en romersk-katolsk katekes, åtskilliga smärre religiösa stridsskrifter och The Antiquities of the Anglosaxon Church (1806; 3:e väsentligt utvidgade upplagan "The History and Antiquities" och så vidare, 1845).